# Модест Трирский
Модест (умер в 489 году) — святой епископ Трирский. День памяти — 24 февраля.
Святой Модест стал епископом, когда франки овладели городом Трир. Несмотря на общее смятение, он оставался в Трире до своей кончины, случившейся в 489 году по естественным причинам. Его культ был впервые засвидетельствован в XII веке и был связан с Бенедиктинским аббатством святых Евхариуса и Матфия в Трире. В приходской церкви этого аббатства почивают мощи св.Модеста.